# アツイナミダ
『アツイナミダ』はthe★tambourinesの6枚目のシングル。

## 内容
2枚目のアルバム「dizzy season」では、アルバムミックスとして収録。

## 収録曲
1. アツイナミダ
作詞：松永安未　作曲：三好誠　編曲：大賀好修
2. 小春日和
作詞・作曲：松永安未　編曲：麻井寛史
3. アツイナミダ -inst.-
4. 小春日和 -inst.-

## レコーディング参加
- 大賀好修 - ギター
- 宇徳敬子 - コーラス